# Новые Гуты
Новые Гуты (пол. Nowe Guty) — посёлок на северо-востоке Польши.

## География

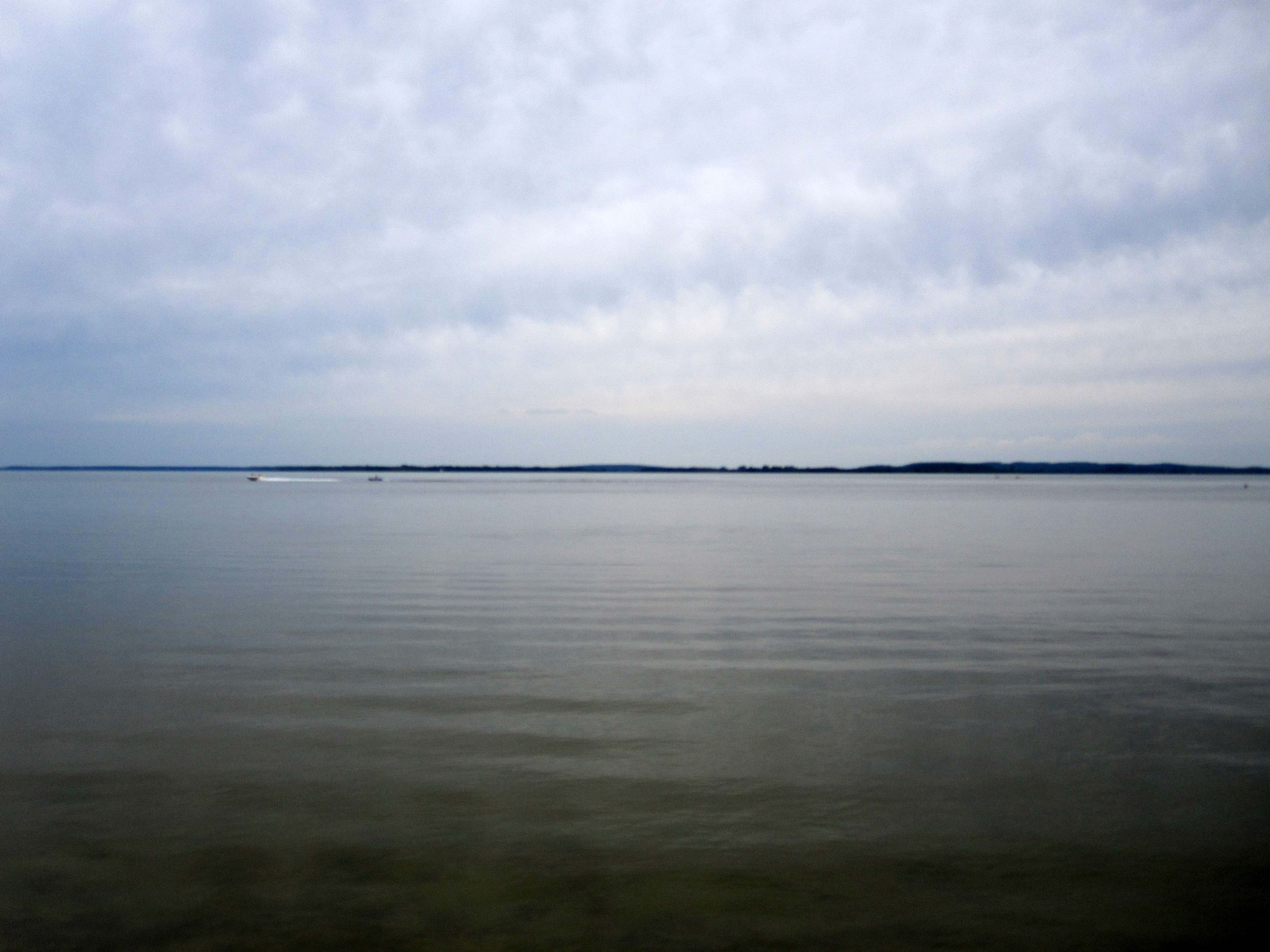
Вид на озеро Снярдвы

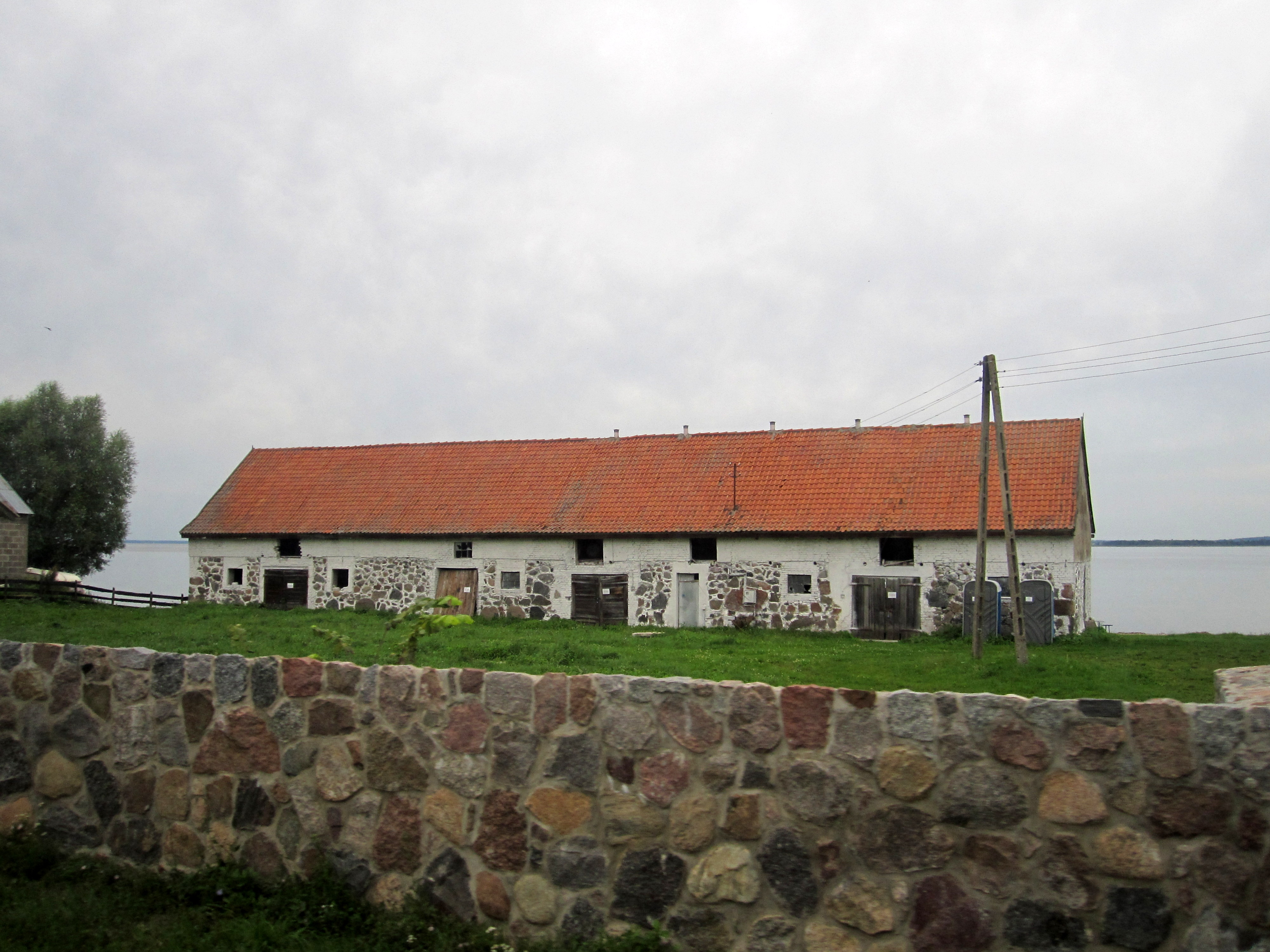
Каменный сарай

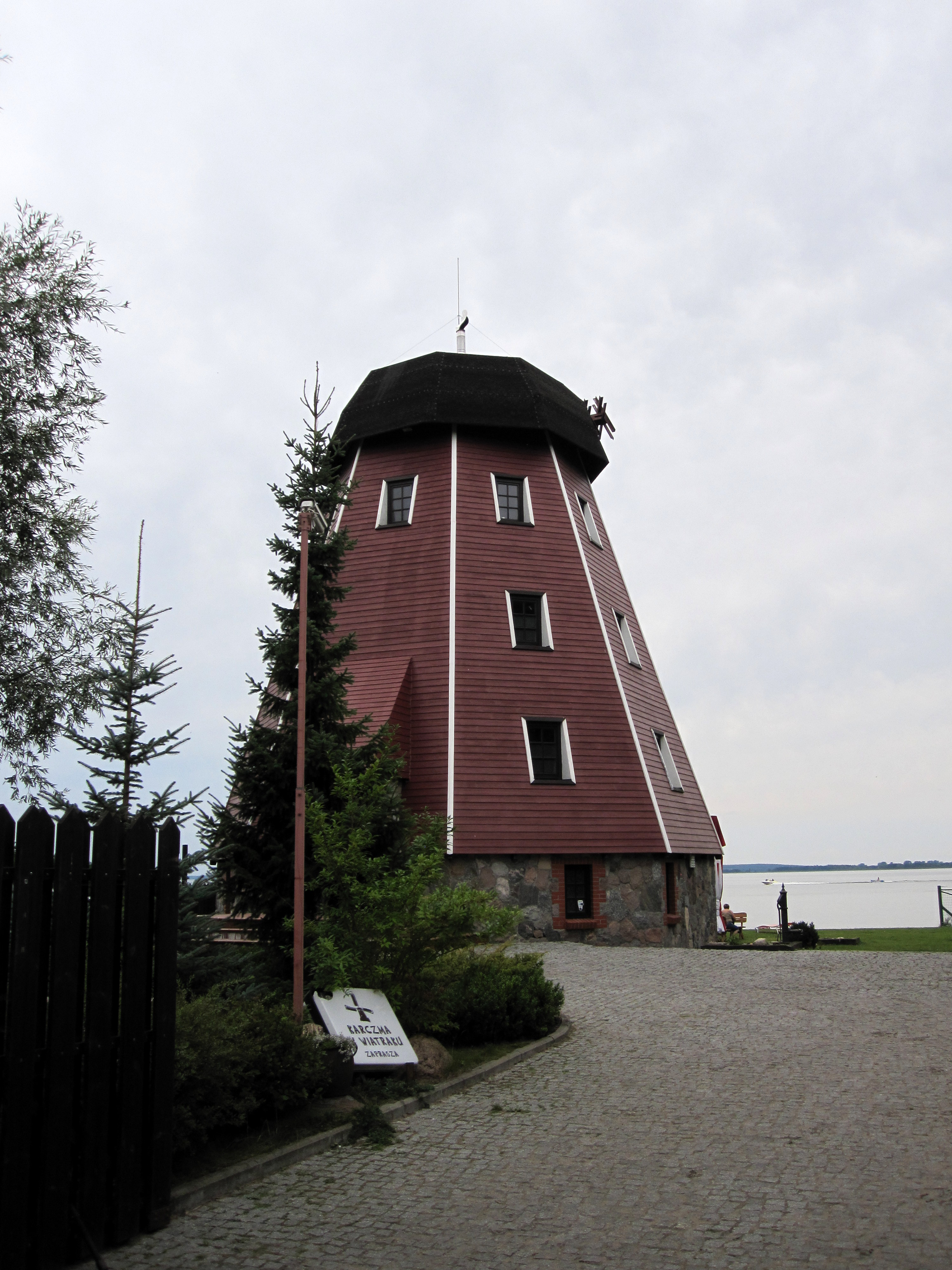
Ресторан "мельница"

Посёлок расположен в Варминьско-Мазурском воеводстве Польши, в Пишском повете, в гмине Ожиш вдоль озера Снярдвы, около 200 км от столицы Польши — Варшавы.

## История посёлка
В 1450 году на территории современных Новых Гут образовался посёлок Gussepilcke.

Происхождение этого названия до сих пор находится под вопросом.

Многие считают, что основателем посёлка был некий Guss.

В документах 1483 года посёлок именуется как Guttloffker, документах 1493 года - как Gutten, или Guthen.

Во время тринадцатилетней войны жители посёлка вместе с жителями других населённых пунктов стали бороться с противником, однако после жестокого поражения
в битве под Рыном им пришлось сдаться.

В тридцатых годах 20 столетия посёлок был переименован в Seeguten.

Во время Второй мировой войны Германия присоединила к себе Варминьско-Мазурское воеводство.

Поселок оказался под её властью. В то время была построена железнодорожная линия, соединявшая посёлок с близлежащими населёнными пунктами.

После войны Варминьско-Мазурское воеводство вернулось на территорию Польши, а посёлок получил название Nowe Guty, которое он носит до сих пор.

## Туризм и отдых в посёлке
В последнее время поселок Новые Гуты стал крупным туристическим центром, привлекающим к себе как любителей пляжного отдыха и рыбалки, так и любителей яхт, дельтапланеризма, скайсёрфинга и виндсёрфинга.
В окрестностях посёлка находятся три продовольственных магазина, а также два ресторана.
Наиболее интересным рестораном является ресторан, оборудованный в помещении старой ветряной мельницы.
В западной части посёлка есть большой общественный пляж.